# Білозор Володимир
Володи́мир Білозо́р (* 24 листопада 1890, Львів — † 17 жовтня 1969, Мурстаун (Нью-Джерсі)) — український галицький лікар, вояк УСС.

## Життєпис
Закінчив гімназію і вступив на медичний факультет Львівського університету, який закінчував у Відні і Празі. Учасник установчих зборів товариства «Медична громада» 22 червня 1910 року.

«Капітула» — штаб — ордену «Лицарів Залізної Остроги». З «інсиґніями» — відзнаками — стоять: у центрі з булавою «великий комтур» ордену четар Іван Цяпка, ліворуч від нього меч тримає «малий комтур» — сотник Володимир Білозор, зі щитом — «окличник» поручник Михайло Девоссер, із кийком «обрядник» четар Лев Лепкий — «великий майстер церемоній». Фото зроблене 25 лютого 1917 року.

До УСС вступив в жовтні 1914 у ранзі чотаря-лікаря. Першим прибув у кіш, розташований на Замковій Полянці. На Маківці шатро доктора Білозора було розложене недалеко першої боєвої лінії, де протягом тільки одного дня він перев'язав коло 60 поранених. Від'їжджаючи в березні 1915 року до Відня для докінчення лікарських іспитів, доктор Білозор передав д-ру К. Воєвідці добре налагоджену медичну службу в коші.
Станом на 1 червня 1916 — лікар-четар 1 сотні 1 полку УСС, сотник (за іншими даними четар). Був польовим курінним лікарем (травень 1915 — весна 1916) та лікарем в Коші (у 1915 і 1917 роках).
Разом із Усусусами перейшов 1917 року недугу тифу.
Був польовим ординатором у Львові в часі Листопадового чину. З січня 1919 — Начальний лікар IV бригади УГА в Камінці Струмиловій. Керівник польової лічниці 1-го галицького корпусу в місті Бар та Вінниці в липні 1919 р. У вересні 1919 р. був створений польовий госпіталь УГА № 1- комендант сотник Білозор, лікарі доктор Микола Терлецький та санітарні четарі Роман Мотлюк і Марія Гіжовська — на базі об'єднання лікарняних установ з Радехова і Камінки Струмилової.
Після війни працює лікарем у Жовкві та Коломиї (тут заснував «Амбуляторію Гігієнічного Товариства для незаможних селян»). У професії був відомий гуманністю — часто бідних селян лікував задарма, або ще давав їм свої гроші на ліки.
Від 1942 року працював в управі «Маслосоюзу».
В часі Другої світової війни — керівник відділу здоров'я Військової управи Дивізії «Галичина» (квітень 1943—1945). Під його проводом складалися проекти набору українських лікарів і санітарного персоналу, організувався вишкіл і приділ до частин Дивізії. На еміграції в Німеччині та США. Автор спогадів.
Помер 17 жовтня 1969-го. Похований на українському православному цвинтарі святого Андрія у Саут-Бавнд-Бруці. 

### Праці
- «До історії епідемії на шляху УГА (1919—1920 pp.)».
- Білозор В. Список лікарів і медиків — учасників Визвольної війни. Військові ступені подано за іменуванням Державного Секретаріату Військових Справ / В. Білозор // Українська Галицька армія. У 40-річчя її участи у Визвольних Змаганнях (Матеріяли до історії) [Видав хорунжий УСС Дмитро Микитюк]. — Вінніпеґ, 1958.